# 2093 Genichesk
2093 Genichesk è un asteroide della fascia principale. Scoperto nel 1971, presenta un'orbita caratterizzata da un semiasse maggiore pari a 2,2693019 UA e da un'eccentricità di 0,1687756, inclinata di 6,08405° rispetto all'eclittica.
L'asteroide è intitolato a Heničes'k, città natale dello scopritore, in Ucraina.